# 耶日·雷比茨基
耶日·雷比茨基（波蘭語：Jerzy Rybicki，1953年6月6日—），波兰男子拳击运动员。他曾代表波兰参加1976年和1980年夏季奥林匹克运动会拳击比赛，获得一枚金牌和一枚铜牌。